# 도미촌 (야마나시현)
도미촌(登美村)은 야마나시현 기타코마군에 있던 촌이다. 
현재의 가이시 중부, 주오자동차도, 주부횡단자동차도, 후타바 교차점의 북방일대에 해당한다. (地方病)의 최대 발병지로 알려져 있다. 1911년에는 주민의 55% 이상이 이 병에 걸렸으나, 이후 병의 원인 규명과 함께 개선이 진행되어 1912년에는 주민의 55% 이상이 이 병에 걸렸으나, 1913년부터는 병의 원인이 밝혀지면서 개선이 진행되었다

## 역사
- 1875년 2월 - 고마군 4개 촌이 합병해 도미촌이 성립하였다.
- 1878년 7월 22일 - 군구정촌편직법에 의해, 도미촌은 기타코마군에 소속되었다.
- 1889년 7월 1일 - 정촌제 시행에 의해 근세이후의 도미촌이 단독으로 지자체를 형성하였다.
- 1955년 3월 15일 - 시오자키촌과 합병해, 후타바정이 성립하여, 동일 도미촌은 폐지되었다.

## 참고문헌
- 角川日本地名大辞典 19 山梨県